# Гірківський заказник
Гірківський — гідрологічний заказник місцевого значення. Об'єкт розташований на території Камінь - Каширський район, Любешівська селищна громада, Волинської області, с. Гірки.
Площа — 400 га, статус отриманий у 1979 році. Входить до складу «Прип'ять-Стохід».
Охороняється болотний масив в заплаві р. Прип'ять, у рідколіссі зростають береза повисла (Betula pendula), вільха чорна (Alnus glutinosa), сосна звичайна (Pinus sylvestris), осика (Populus tremula), верба біла (Salix alba). 
Заказник входить до складу водно-болотних угідь міжнародного значення, що охороняються Рамсарською конвенцією головним чином як середовища існування водоплавних птахів, а також до Смарагдової мережі Європи.
У заказнику мешкає лелека чорний (Ciconia nigra), занесений до Червоної книги України та міжнародних природоохоронних списків.